# Baldahin
Baldahin (iz tal. baldacchino: tkanina iz Baldacca) ili Nadstrešnica je ukrasni krov prijestolja, kreveta, propovjedaonica, spomenika, i dr. koji su izvorno izrađeni od brokata. 

## Crkveni baldahin
Baldahin, također poznat kao nebnica i nebo, se u Katoličkoj Crkvi sastoji od svilene ili brokatne tkanine pričvršćene na 4 ili 6 motkā za nošenje. Nosi se nad Presvetim u ophodima i nad prelatom u svečanom dočeku kad obavlja kanonsku vizitaciju.